# مسعود غلامی
مسعود غلامی (۱۳ فروردین ۱۳۷۰) بازیکن تیم شهداب یزد است و بازیکن تیم ملی والیبال ایران بود.
وی در سال ۱۳۹۴ به تیم پیکان پیوست و پس از جدایی از این تیم، از سال ۱۳۹۶ به عضویت شهرداری ورامین درآمده بود.